# Штык

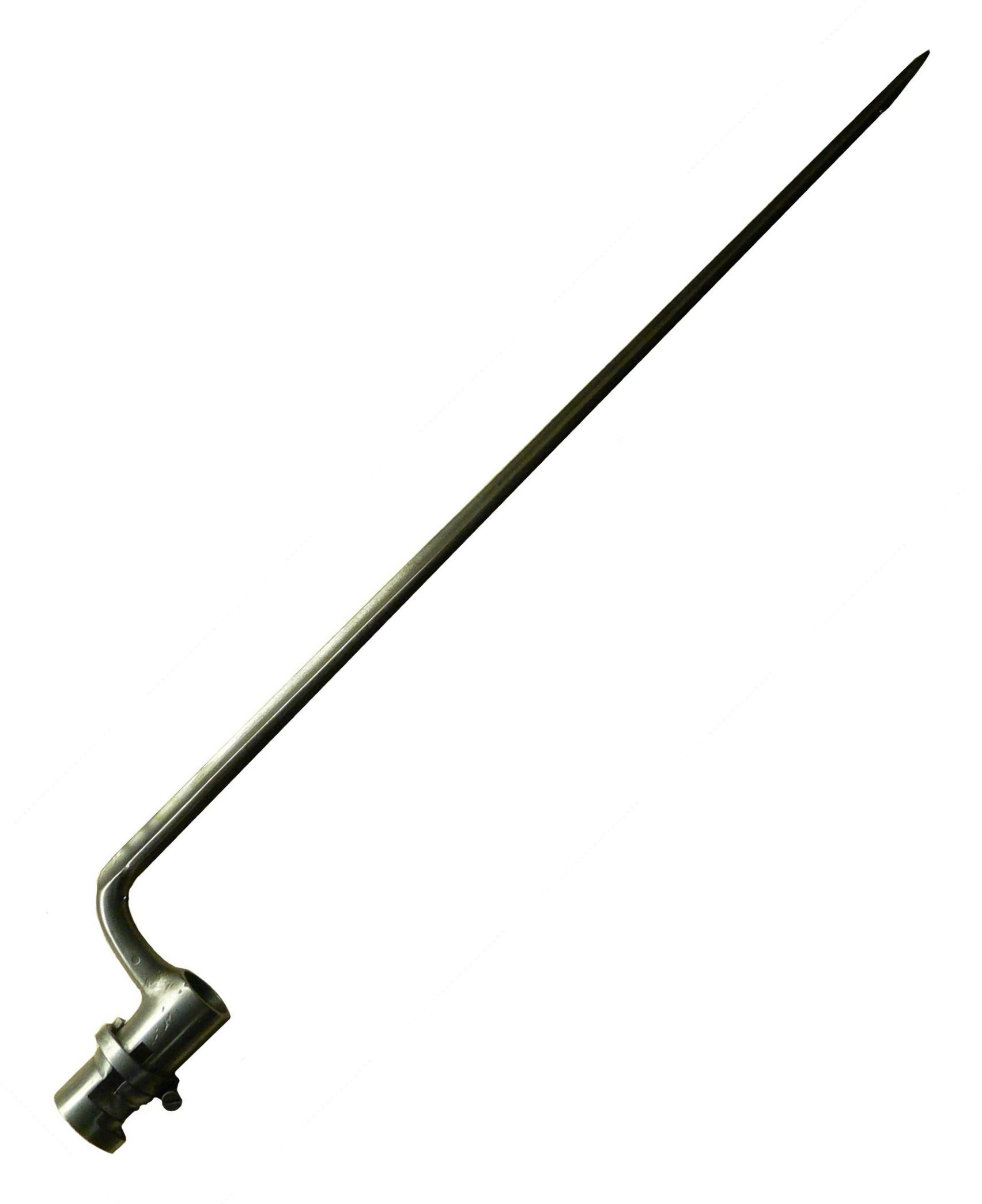
Игольчатый штык, XIX век

Штык (от нем. stich — «укол копьём») — холодное колющее оружие, примыкаемое к стволу ружья (винтовки, карабина, автомата), что позволяет использовать его в качестве копья во время штыкового боя; может быть также носимым на поясном ремне (в другом месте) снаряжения военнослужащего.
С XVII века и до Первой мировой войны штык считали основным оружием для атак стрелков (пехоты). В настоящее время штык считают вспомогательным оружием или последним используемым оружием. Более поздней версией штыка является штык-нож.

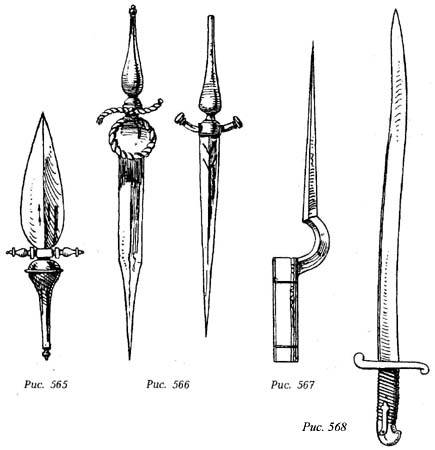
Багинет с латунной оправой и деревянной ручкой-пробкой, конец XVII века;
2 багинета, Англия, XVII век;
французский втулочный штык, 1724 год;
французский штык системы Дельвиня, образца 1840 года (так называемый «ятаган»)

## История
В XVI веке огнестрельное оружие надёжно закрепилось во всех армиях мира. В Европе огнестрельное оружие постепенно перенимало эстафету «основного оружия» пехоты у пикинёров. Если в начале XVI века лишь шестая часть солдат была вооружена аркебузами и мушкетами, то в начале XVII века уже две трети солдат были мушкетёрами. Это привело к тому, что пикинёры потеряли свои ударные функции и превратились в защитников мушкетёров от кавалерии. Но мушкетёров становилось всё больше, так как была острая необходимость в увеличении огневой мощи подразделений. Из-за чего мушкетёры, лишённые прикрытия пикинёров, становились всё более уязвимы для внезапной атаки кавалерии (хоть их и должна была прикрывать своя кавалерия, но это не всегда удавалось).
Новым словом в решении данной проблемы стал штык, который превращал мушкет в своеобразное копьё. Теперь мушкетёры, теоретически, могли сражаться в рукопашном бою и отражать атаки конницы. Штык впервые был принят на вооружение в 1647 году во Франции под названием «байоне́т» или «багине́т» (в честь французского города Байонн, где он якобы был изобретён в 1641 году). Однако сам термин «байонет» известен ещё с XVI века; так называли охотничий кинжал, который в XVII веке начали вставлять в канал ружейного ствола. Судя по всему, штык является изобретением охотников и лишь впоследствии его стали использовать военные.
В Британской армии багинетами впервые, в 1663 году,  был вооружён 2-й пехотный полк, расквартированный в Танжере.
Багинет долгое время оставался любопытным, но не актуальным изобретением, поскольку тяжёлый мушкет плохо годился для фехтования. В качестве дополнительного оружия стрелка использовалась шпага или сабля, а в России — ещё и бердыш (совмещённый с опорной сошкой), в Швеции — так называемое «шведское перо» (опорная сошка с длинным клинком). Лишь после смены мушкетов в конце XVII века на более лёгкое ружьё (фузею) штык стал играть в бою важную роль и постепенно вытеснил древковое холодное оружие (пику, алебарду).

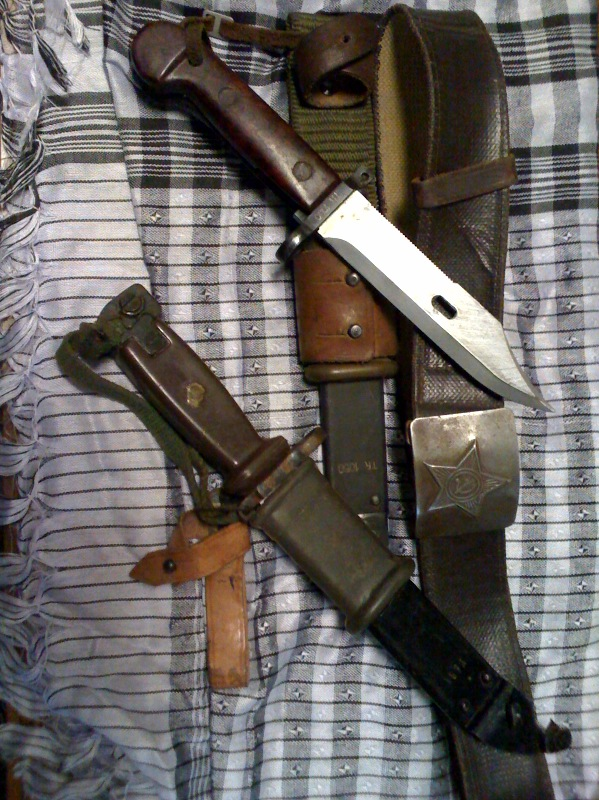
Штык-ножи автомата Калашникова

Багинет позволил при необходимости превращать мушкетёров в некое подобие пикинёров. Однако для его использования нужно было вставить рукоять кинжала-багинета в ствол ружья. Стрелять из ружья было невозможно до извлечения багинета. Такие багинеты были введены в России в 1694 году. К тому времени в Западной Европе уже начали изготовлять цельнометаллический штык с трубкой, насаживавшейся на ствол. Это позволяло производить заряжание и стрельбу с примкнутым штыком. Этими новыми багинетами французская армия была оснащена в 1689 году. Бранденбург-Пруссия сделала это в том же году, Дания в 1690 году; в России в гвардии штыки были введены в 1702 году, в армии переход на них завершили к 1709 году. С появлением штыков нового типа (а также с увеличением скорости заряжания) нужда в пикинёрах постепенно отпала и в первой половине XVIII века они исчезли из европейских армий. В настоящее время, в России и ряде других стран, термин «багинет» или «байонет» используют для обозначения старинного штыка, рукоять которого вставляют в ствол оружия.
По данным, взятым из личных формуляров солдат и офицеров русской армии начала XIX века видно, что они довольно редко вступали непосредственно в ближний бой с противником. Лишь 2% от всех солдат и офицеров имели раны от штыков. Это подтверждают и англоязычные источники «At Malplaquet, for example, the best evidence indicates that 2/3 of the wounds received by French troops came from the enemy’s fusils, with only about 2% were inflicted by bayonets. Of the men wounded by gunfire, 60% had been struck in the left side, the side facing the enemy as a soldier stood in line to fire himself». В этом нет ничего удивительного, по большей части штык использовали как психологическое оружие для атаки на сломленного противника или для обороны от кавалерии.
Первое руководство по обучению штыковому бою было опубликовано в Европе в 1816 году и содержало много искусственных многосложных движений. При этом использовали металлические маски, латы из конских волос и деревянные (по образцу огнестрельных) ружья. В России правила для обучения пехоты драться штыком были изданы в 1837 году.
Самыми распространёнными были съёмные штыки с трубкой для насаживания на ствол и с игольчатой формой клинка. Штык игольчатой формы имеет преимущество в штыковом бою перед клинковым: легче проникает в тело противника, уменьшает шанс увязнуть, а при одинаковой длине клинка игольчатый штык имеет меньшую массу и бо́льшую прочность. Использовать игольчатый штык с трубкой, насаживавшейся на ствол, для других целей, кроме штыкового боя, практически невозможно.
К началу Первой мировой войны возросшая эффективность стрельбы из магазинных винтовок уменьшенного калибра сделала штыковой бой маловероятным и большинство армий приняло на вооружение съёмный штык-тесак с рукоятью для удержания в руке. Этот штык — многофункциональный; его, отомкнув от винтовки, можно использовать в бою как тесак, а в походе — как шанцевый инструмент. Дальнейшее усовершенствование стрелкового оружия в середине XX века привело к замене их более лёгкими и короткими штык-ножами.

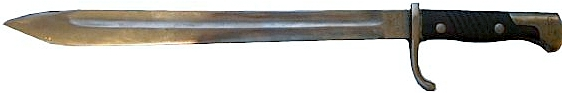
Прусский штык образца M, 1898—1905

## Классификация
По форме клинка:
- игольчатые:
  - круглый,
  - гранёный:

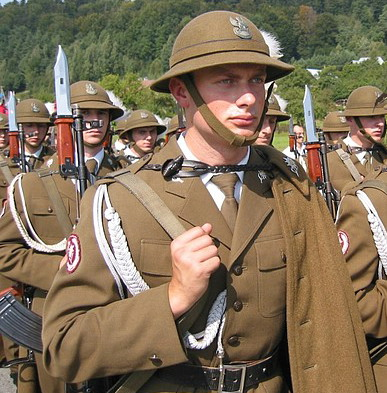
Штык-нож АКМ на вооружении польской армии

    - 3-гранный (иногда его ещё называют «русским»),
    - 4-гранный (его вариант — ромбовидный),
    - тавровый (с сечением в форме буквы «Т»).
- клинковые:
  - штык-тесак, (в том числе ятаганный штык)
  - штык-нож — плоский клинок ножевого типа с рукоятью для удержания в руке, приспособлением для примыкания к оружию и ножнами; может быть использован как нож, а также выполнять другие функции —  пилы (при наличии зубьев на обухе), кусачек (при соединении с ножнами) и пр.
- инструментальные:
  - штык-лопата,
  - штык-шомпол,
  - штык-сошка (например, штык к АВС-36),
  - штык-пила (также может быть отнесён к особой разновидности клинкового штыка),

По виду крепления:
- отъёмные (съёмные):
  - с рукоятью для удержания в руке,

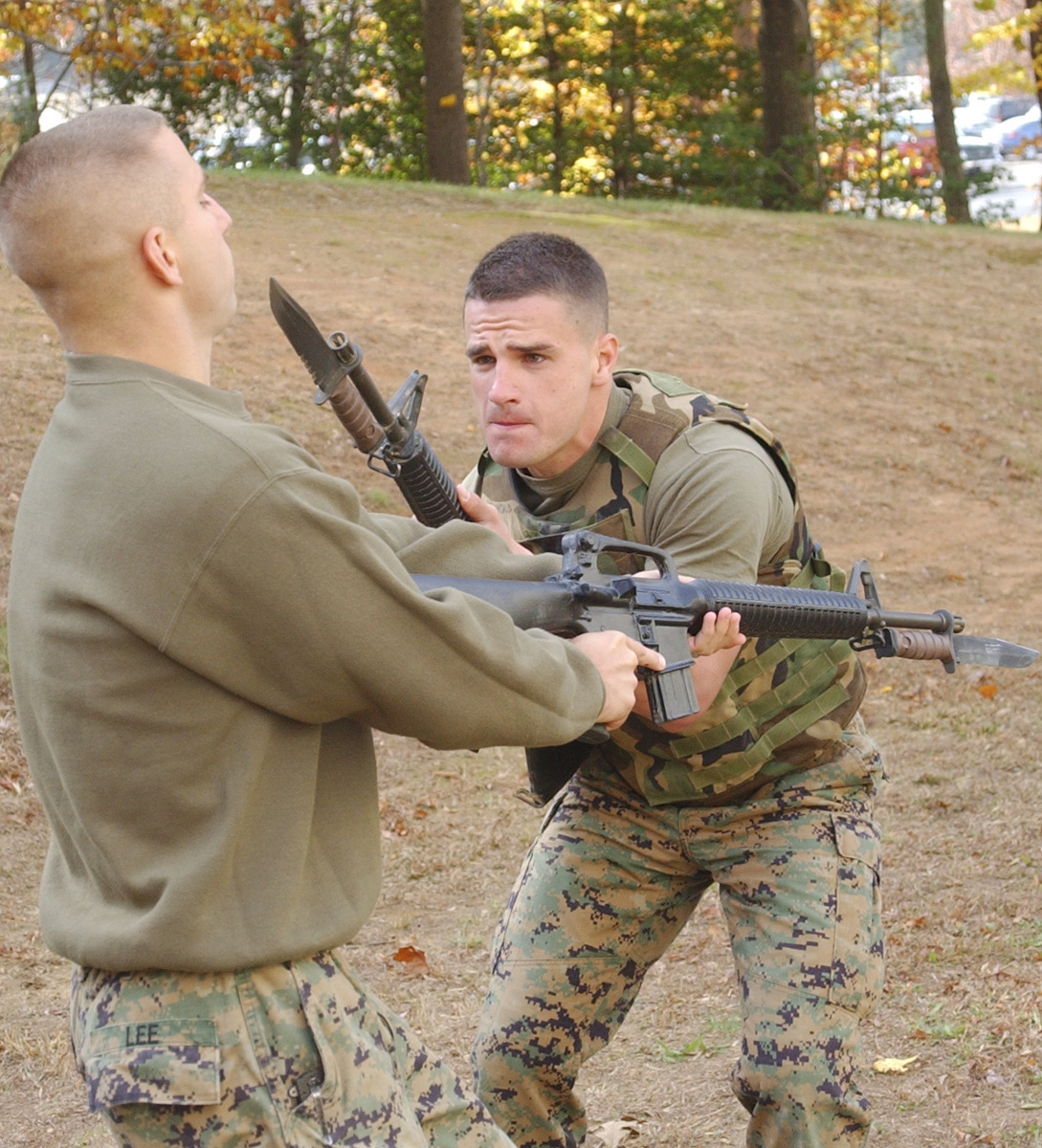
Штыковой бой. Морская пехота США

  - с трубкой для насаживания на ствол.
- неотъёмные (несъёмные).

Отъёмный штык облегчает вес оружия (это тем более важно, что прикреплённый штык увеличивает нагрузку именно на переднюю часть ствола). Также только отъёмный штык можно использовать в качестве ножа или универсального инструмента.
С другой стороны, неотъёмный штык всегда находится в боевой готовности или приводится в неё намного быстрее (если он на шарнире). Его почти невозможно потерять в бою. Однако эти качества не слишком важны для современных вооружённых сил и большинство штыков относится к отъёмному типу.
Инструментальные штыки являются довольно экзотическим типом. Время от времени происходят попытки совместить штык с неким инструментом (лопата, пила) или полезным приспособлением (шомпол, сошки). Как правило, такой «гибрид» оказывается малопригодным. Как исключение, можно указать на то, что большинство современных штыков имеет на обухе пилу, а также может быть использовано для резки проволоки, распиливания древесины для различных оборонительных работ, а также для разделки скота. Он был первоначально принят Германией в 1865 году, Бельгией в 1868 году, Великобританией в 1869 году и Швейцария в 1878 году (последние представили свою последнюю модель в 1914 году). До середины Первой мировой войны примерно 5 % штыков дополняли пилами. Позднее немецкие пилы были скорее индикатором ранга, чем функциональной пилой. Штыки-пилы оказалось относительно неэффективным в качестве режущего инструмента и вскоре были признаны устаревшими из-за улучшений в военной логистике и транспорте; большинство стран отказались от штыков-пил к 1900 году. Немецкая армия прекратила использование штыка-пилы в 1917 году после протестов против того, что его зазубренный клинок вызвал излишне тяжёлые раны.
Штык-лопата имела другой дизайн, предназначенный для использования как в качестве наступательного оружия, а также черпака для создания окопов. С 1870 года армия США выпустила штыковые лопаты для пехотных полков по проекту подполковника Эдмунда Райса, офицера армии США и ветерана гражданской войны, которые были изготовлены в Спрингфилдской оружейной палате. Помимо полезности в качестве фиксированного штыка и копающего орудия, такой штык можно было использовать для строительства бревенчатых хижин и каменных дымоходов для зимних помещений; заострённый на одном краю, он мог разрезать палки и штыри. В конечном счёте было выпущено десять тысяч таких штыков. В 1877 году Райсу было дано разрешение продемонстрировать свой штык в нескольких европейских странах. Штык-лопата была объявлена устаревшей армией США в декабре 1881 года.

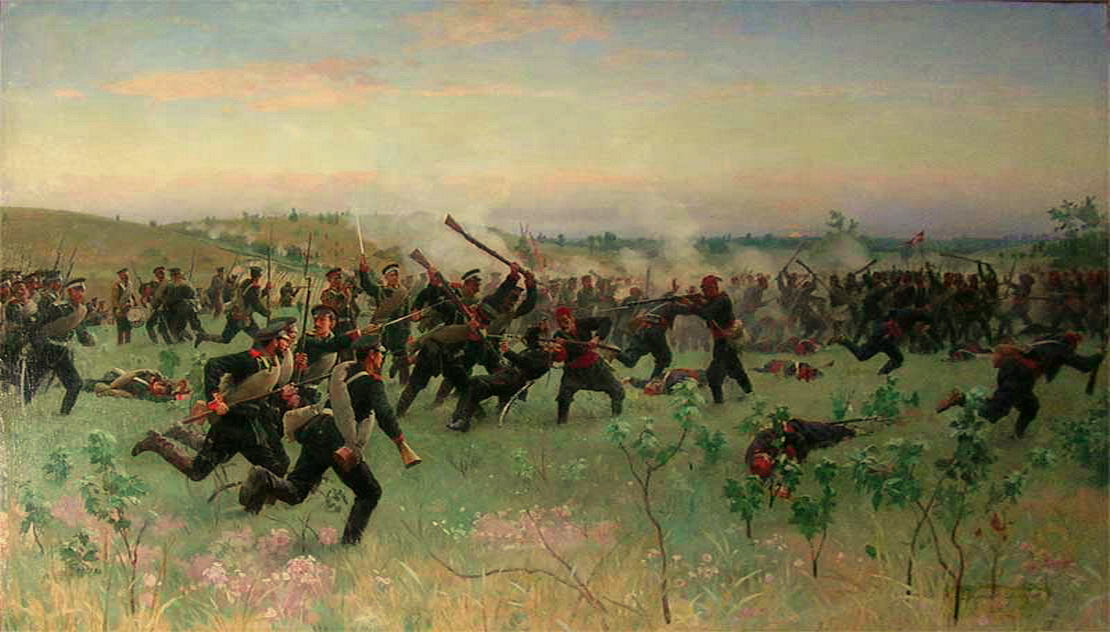
«Штыковой бой полков русской гвардии с турецкой пехотой на Систовских высотах 14 июня 1877 года» Н. Д. Дмитриев-Оренбургский, (1881 год), ВИМАИВиВС

## Штыковой бой как прикладной вид спорта

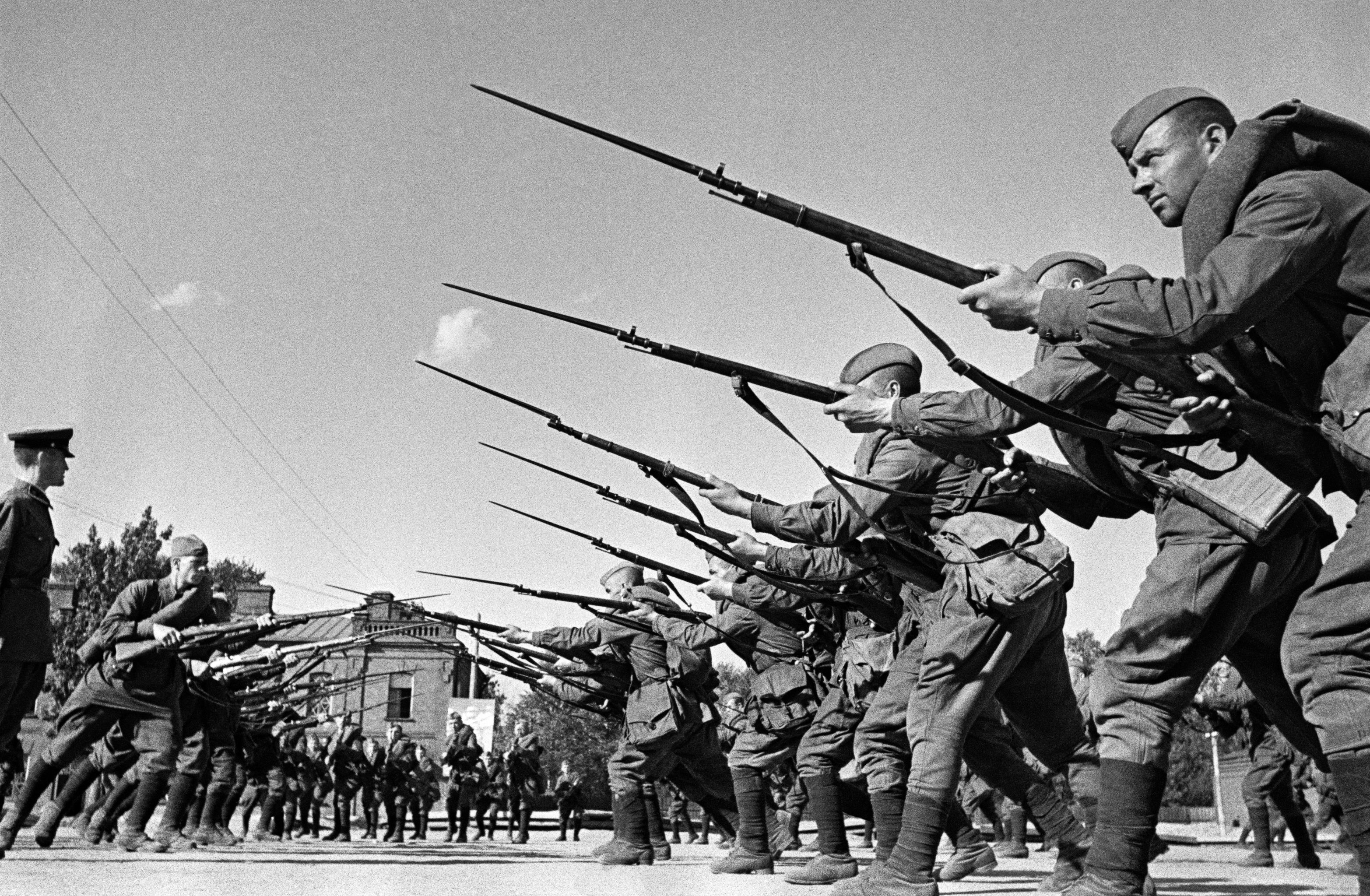
Обучение красноармейцев, август 1941

В 1940—1960-х годах в СССР существовал такой вид спорта, как фехтование на карабинах с эластичным штыком. Проводили чемпионаты СССР и Вооружённых Сил по штыковому бою. Эти соревнования являлись дополнительной подготовкой бойца к ведению рукопашной схватки с оружием, психологической готовности к бою и психологической устойчивости во время схватки.
В современной подготовке военнослужащего ВС России, предусмотренной в наставлениях по физической подготовке (НФП-87, глава 3), установлены общий дополнительный и специальный комплексы приёмов рукопашного боя, в содержание которого входят приёмы с оружием.
Комплексная подготовка к штыковому бою позволяет уверенно вести поединок как с оружием, так и без него. Общие законы защиты и принципы нападения карабином в спортивно-игровой форме обучения перекладывают на современное оружие и усваивают защитные действия с действиями перехода на контратаки.
Всё это позволяет военнослужащему быть психологически готовым в случае израсходования боеприпасов принять рукопашный бой на автоматах, не бросая оружия.
Самостоятельным разделом курс штыкового боя преподают в школе оперативного карате и рукопашного боя по системе подразделений специального назначения КГБ СССР (Травников А. И.). Особенностью курса является оптимальный набор технических действий, доведённых до автоматизма, для чего разработан собственный метод подготовки и принцип боевого моделирования действий в вероятных ситуациях рукопашного боя. Используют собственный учебный технический комплекс с автоматом, набор стандартных приёмов действия примкнутым к АК штыком и без него, базовый курс подготовки и раздел соревновательных практик. Общий курс штыкового боя по системе ОКРБ включает в себя все 4 базовых направления и рассчитан на 3 месяца занятий.

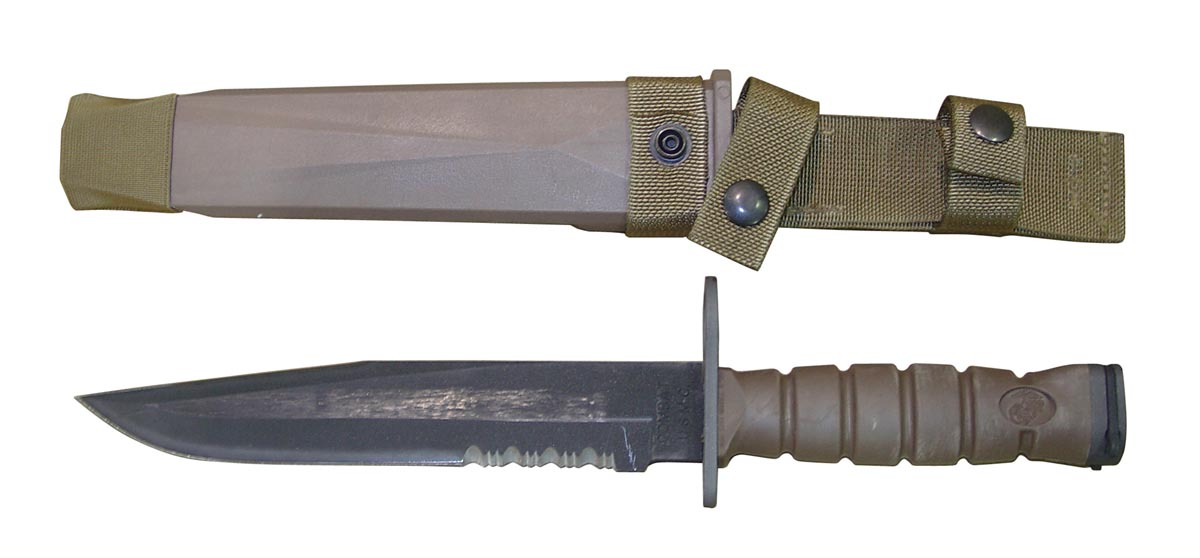
Современный штык-нож OKC-3S (на вооружении корпуса морской пехоты США с 2003 года)

## Штык и современные ВС
В марте 2010 года Армия США приняла решение отказаться от штыка и обучения солдат приёмам штыкового боя. Решение обосновано тем, что, по мнению Пентагона, в условиях современной войны штык больше не является необходимым и надёжным оружием. Тем не менее, Морская пехота США объявила, что отказываться от использования штыков пока не будет.
В сентябре 2009 года лейтенант Королевского шотландского полка Дж. Адамсон награждён Военным Крестом за то, что в ближнем бою убил пулемётчика талибов штыковым ударом (патроны в его винтовке закончились, а менять магазин времени не было).
В пользу сохранения штыка в современных ВС играет его чрезвычайная эффективность при добивании раненых солдат противника на поле боя и при конвоировании пленных или задержанных, однако это соображение не афишируется во избежание негативного общественного восприятия.

## Интересный факт
Слово «штык» в начале XX века использовали также как синекдоха в смысле «боец в пехоте», например, «…после боя в полку в строю осталось только чуть более 200 штыков» (в кавалерии при этом говорили о «саблях»).

## Галерея

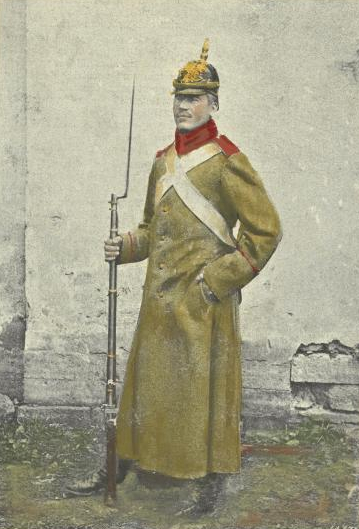
Штык и пикельхельм у солдата в русской армии, 1862 год
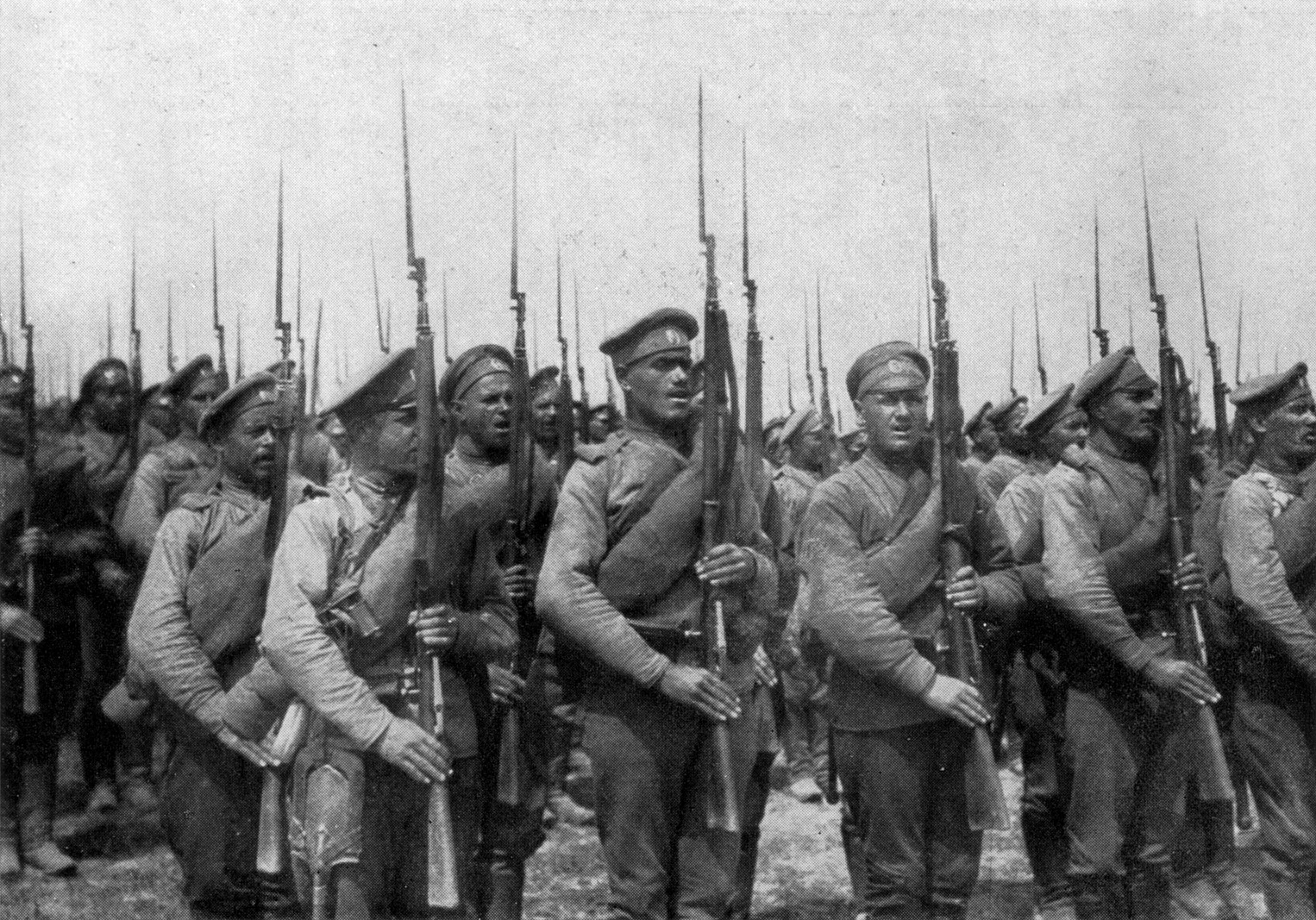
Русская пехота начала XX века, штыки примкнуты
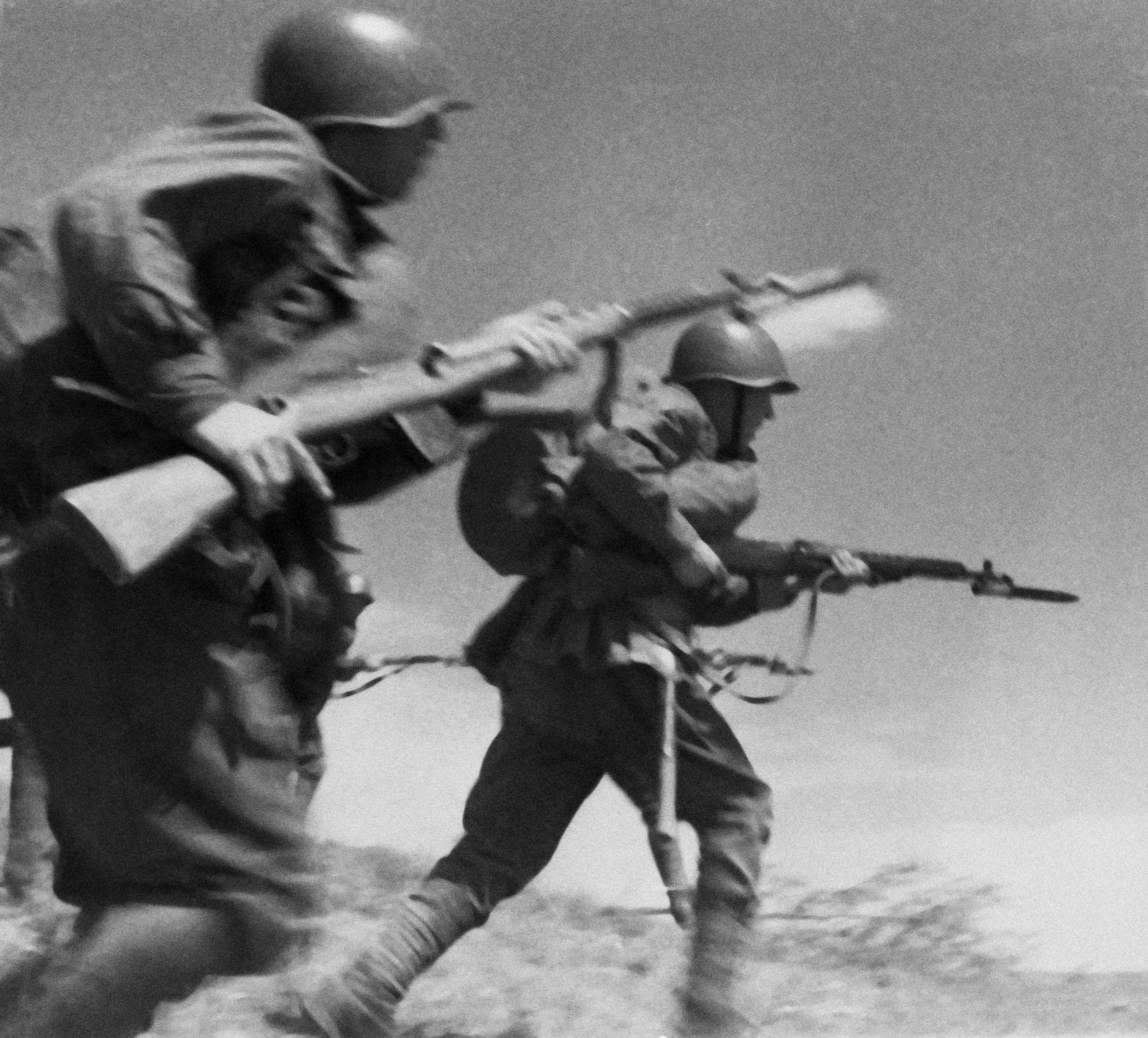
Бойцы РККА идут в атаку. Великая Отечественная война, 1941 год
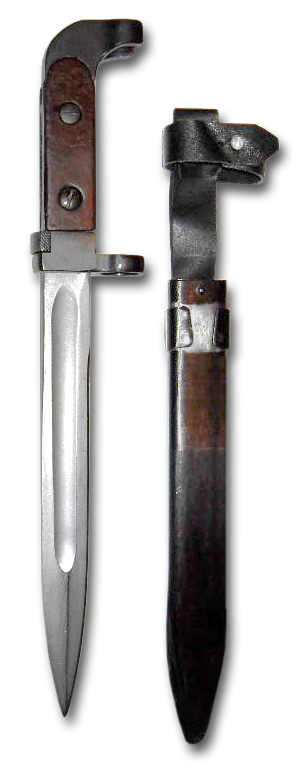
Клинковый штык-нож 6Х2 к АК
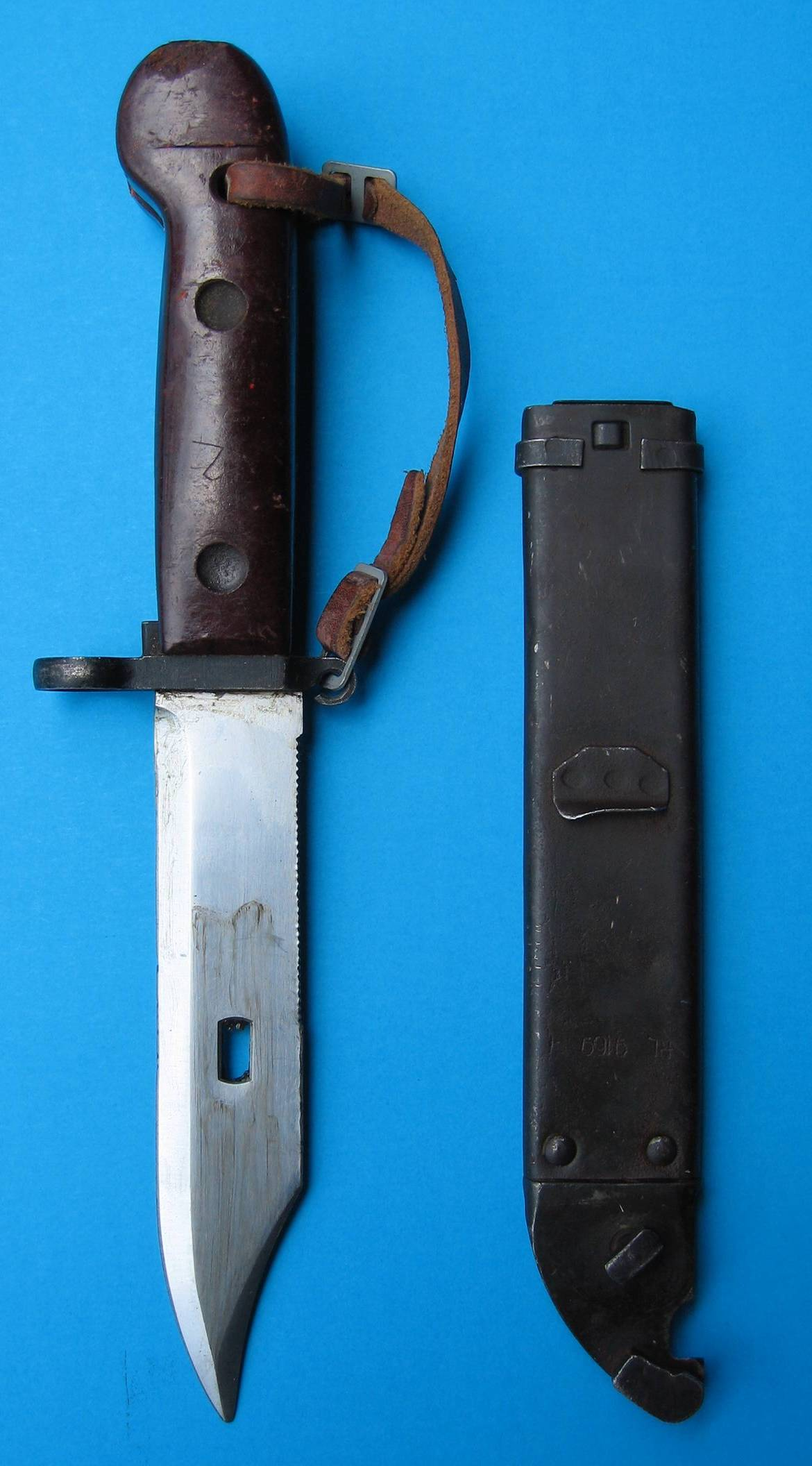
Штык-нож 6Х3 к АКМ, с пилой на обухе
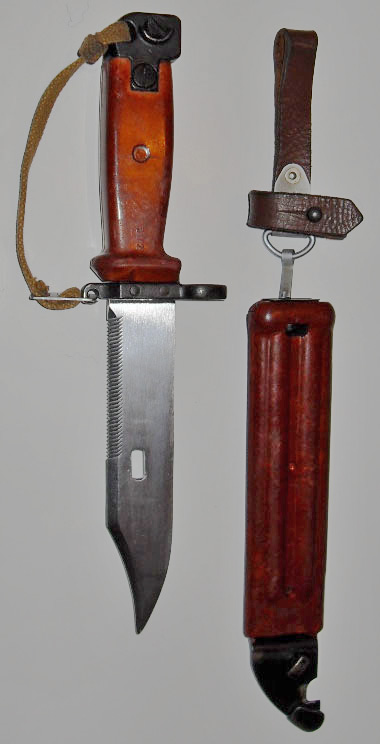
Штык-нож 6Х4 к АКМ и АК74 с пилой
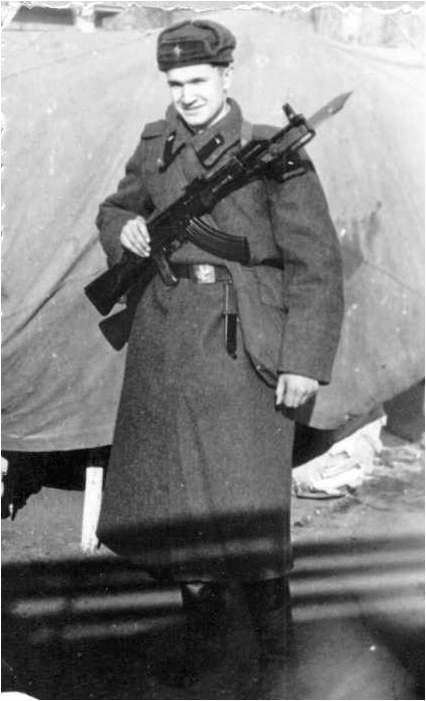
Солдат Советской армии. Штык-нож примкнут к автомату, ножны на поясном ремне
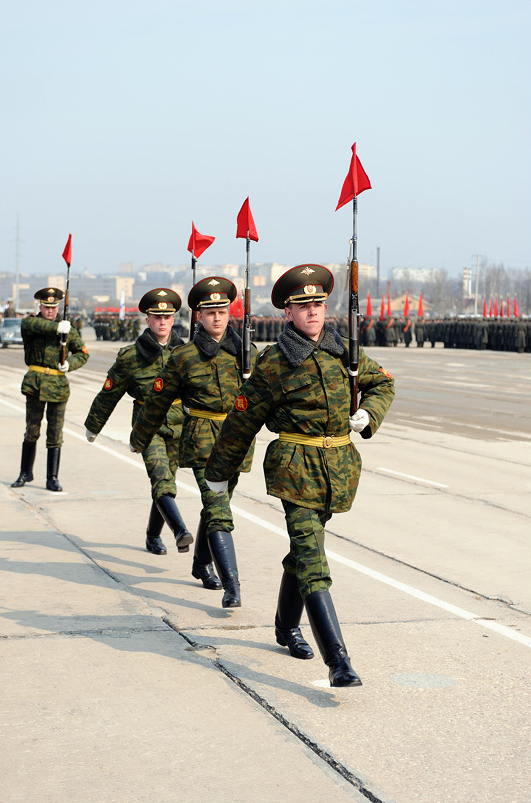
Прапорцы на штыках карабинов линейных роты почётного караула ВС РФ
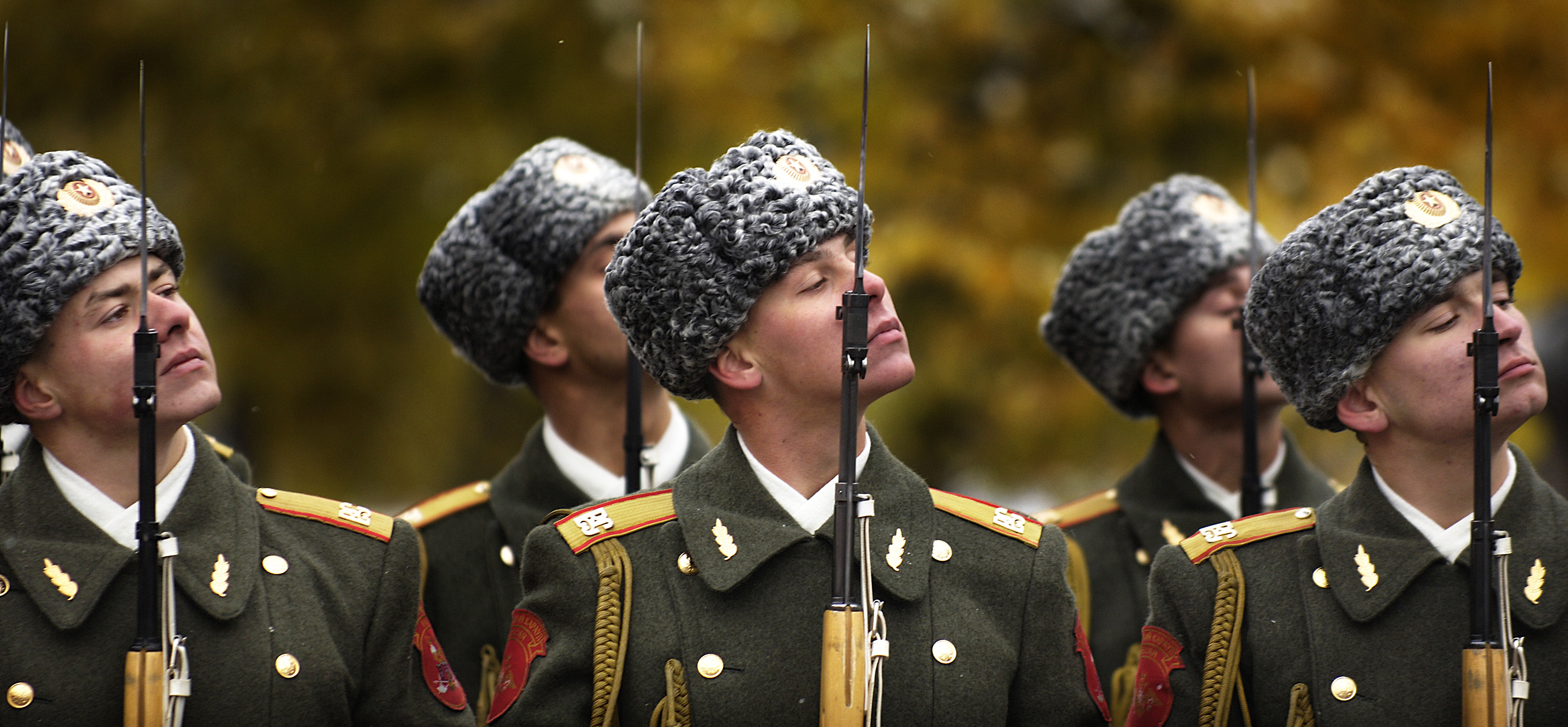
Солдаты роты почётного караула ВС РФ. Штыки карабинов СКС
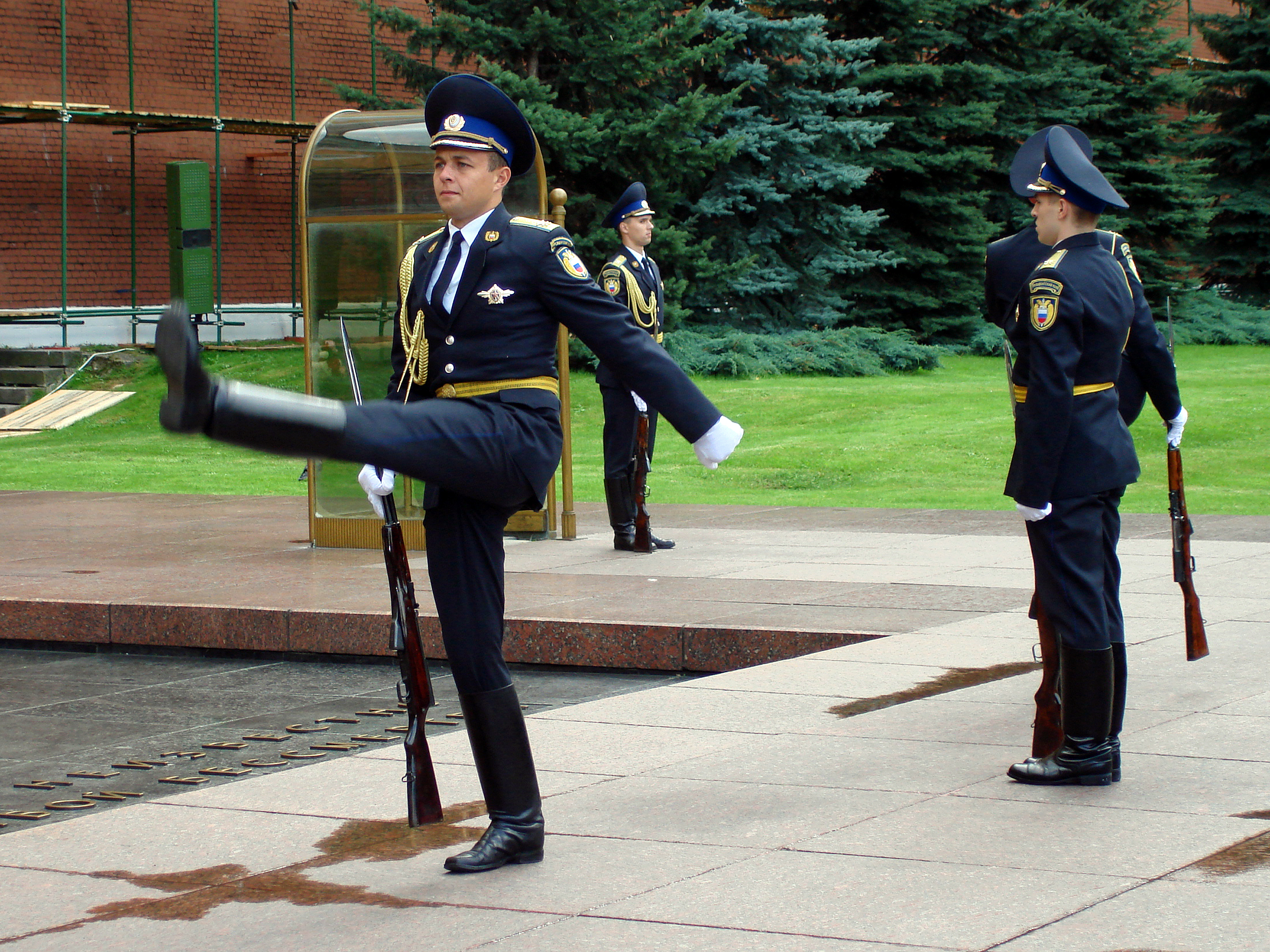
Штык карабина Симонова (смена караула президентского полка ВС РФ)

## В искусстве

### Живопись

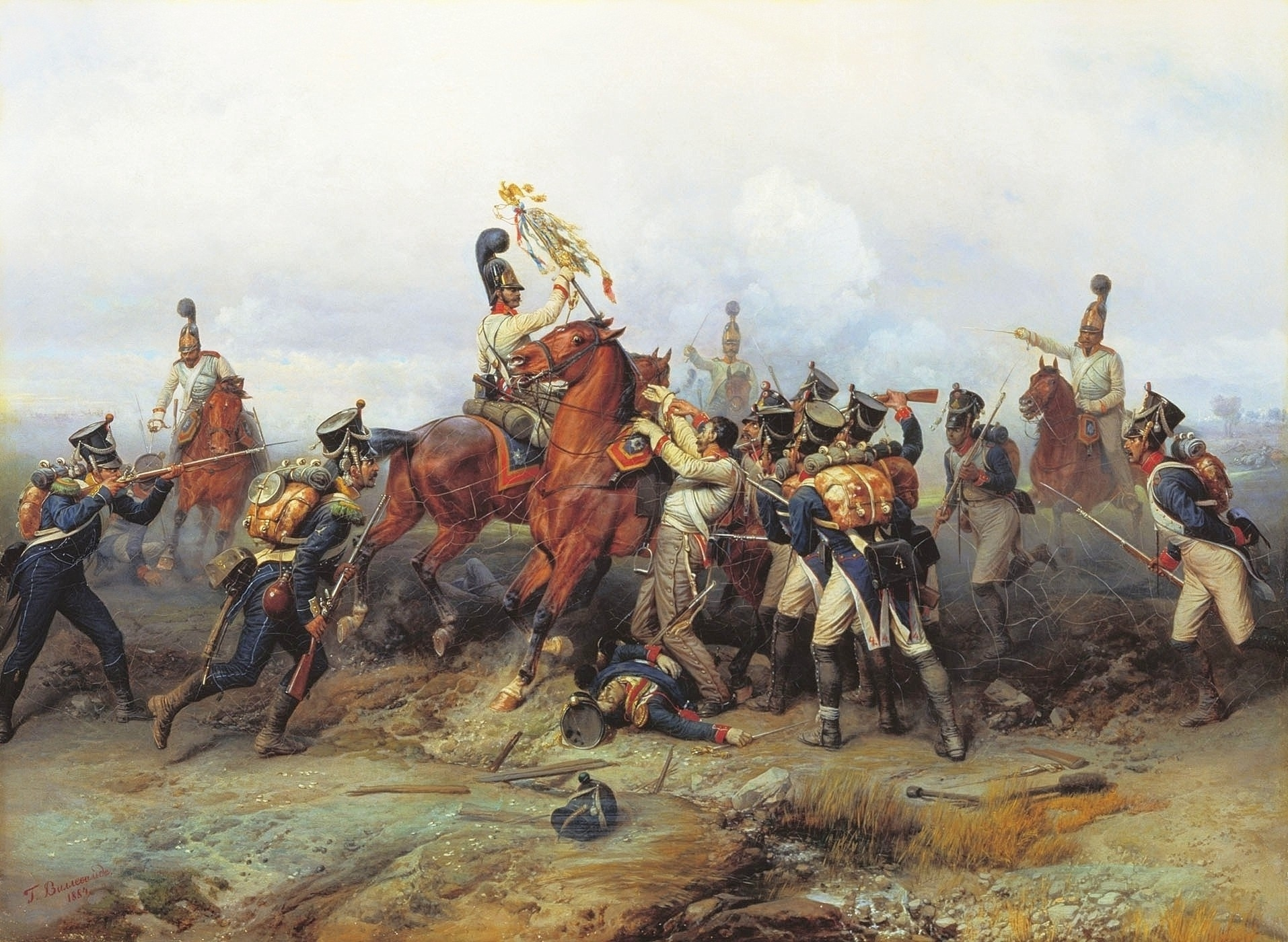
«Подвиг конного полка в сражении при Аустерлице в 1805 году». Б. П. Виллевальде, 1884

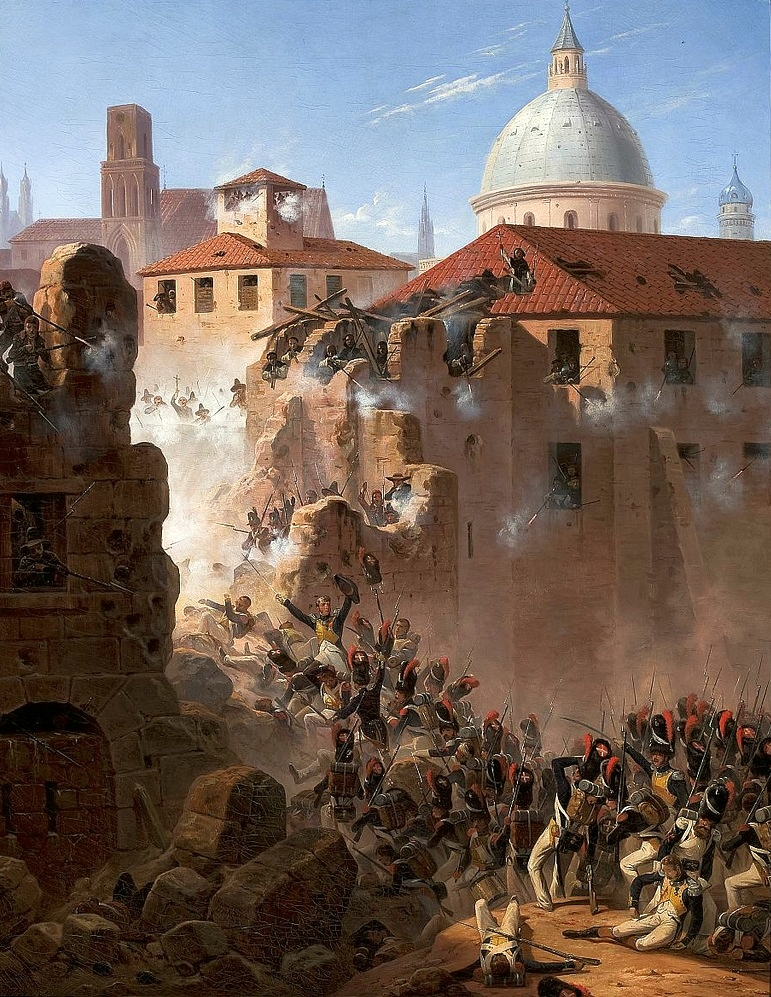
«Штурм Сарагоссы». Я. Суходольский, 1845

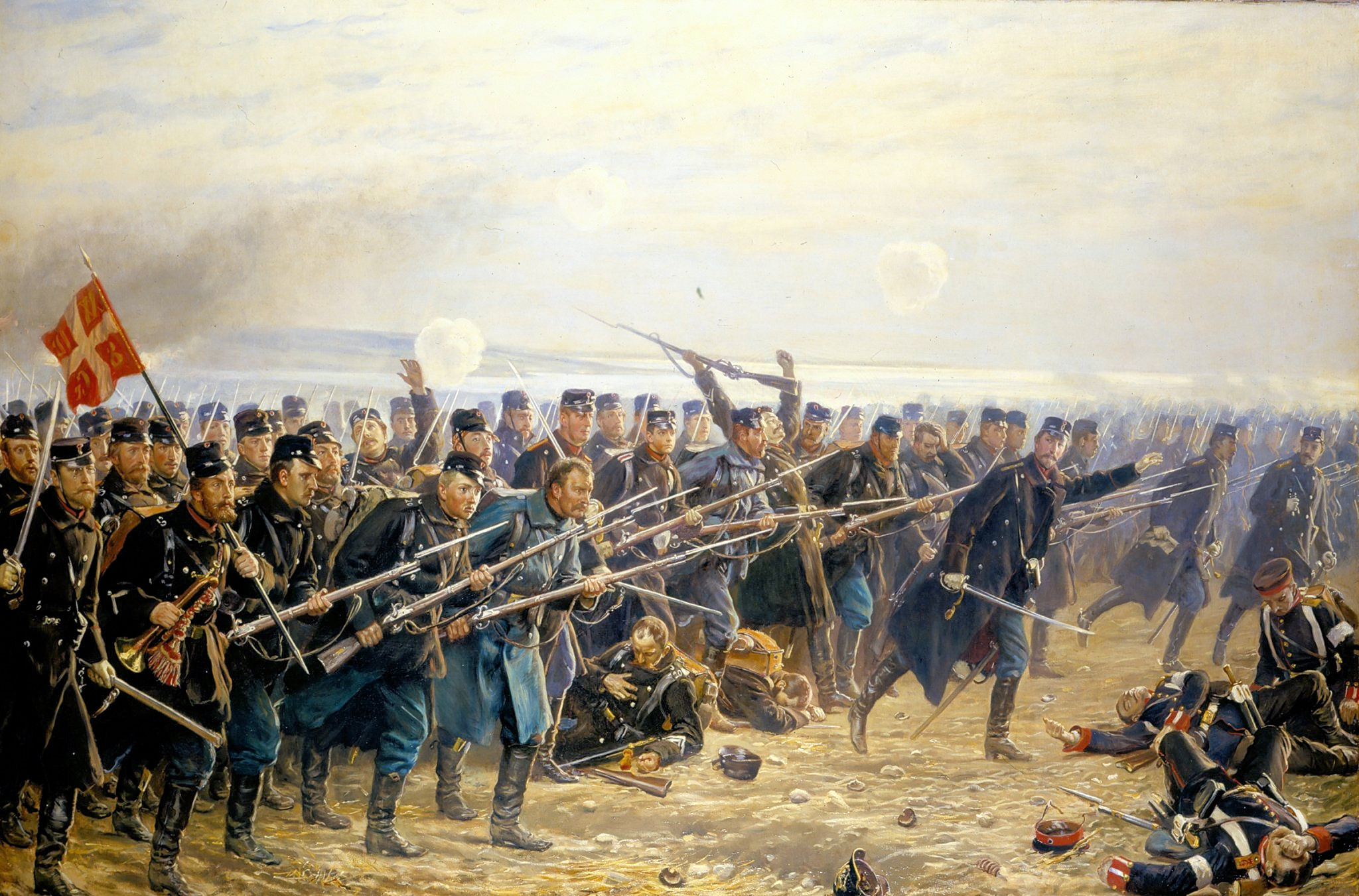
«8-я датская бригада при Дюббёле 18 апреля 1864 года». Й. В. Зонне

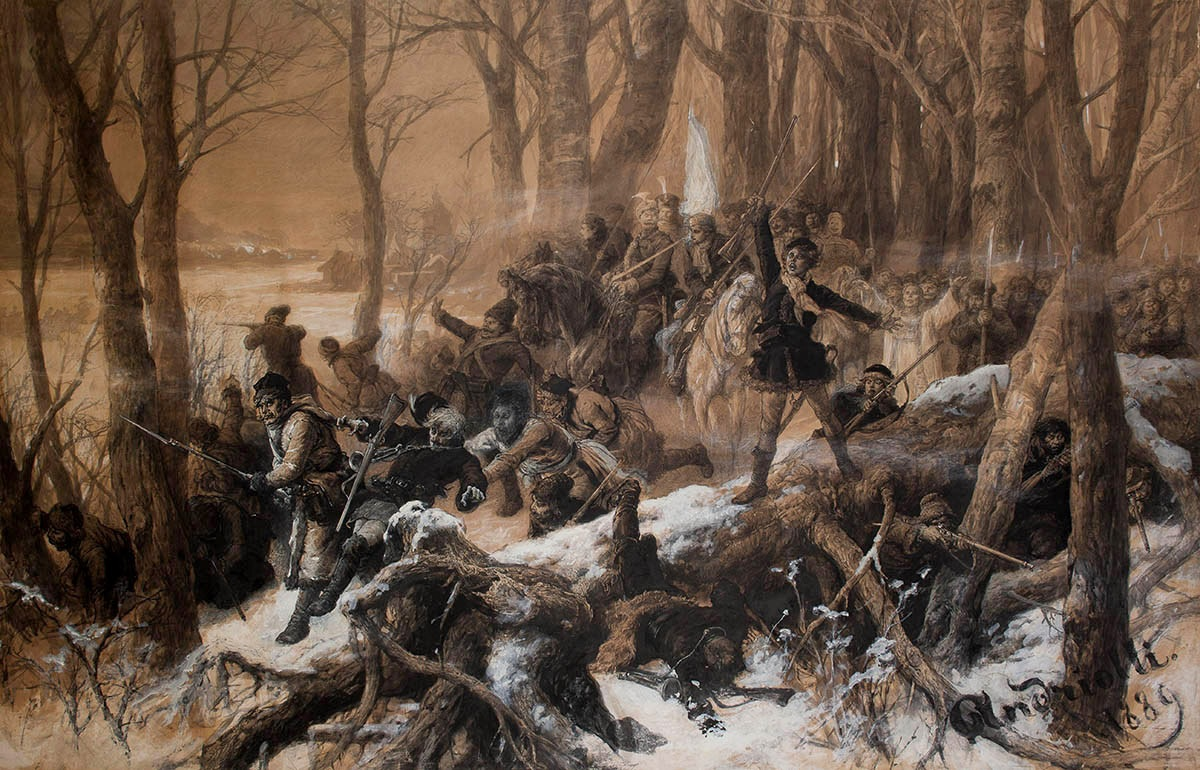
«Атака повстанцев» (1895)

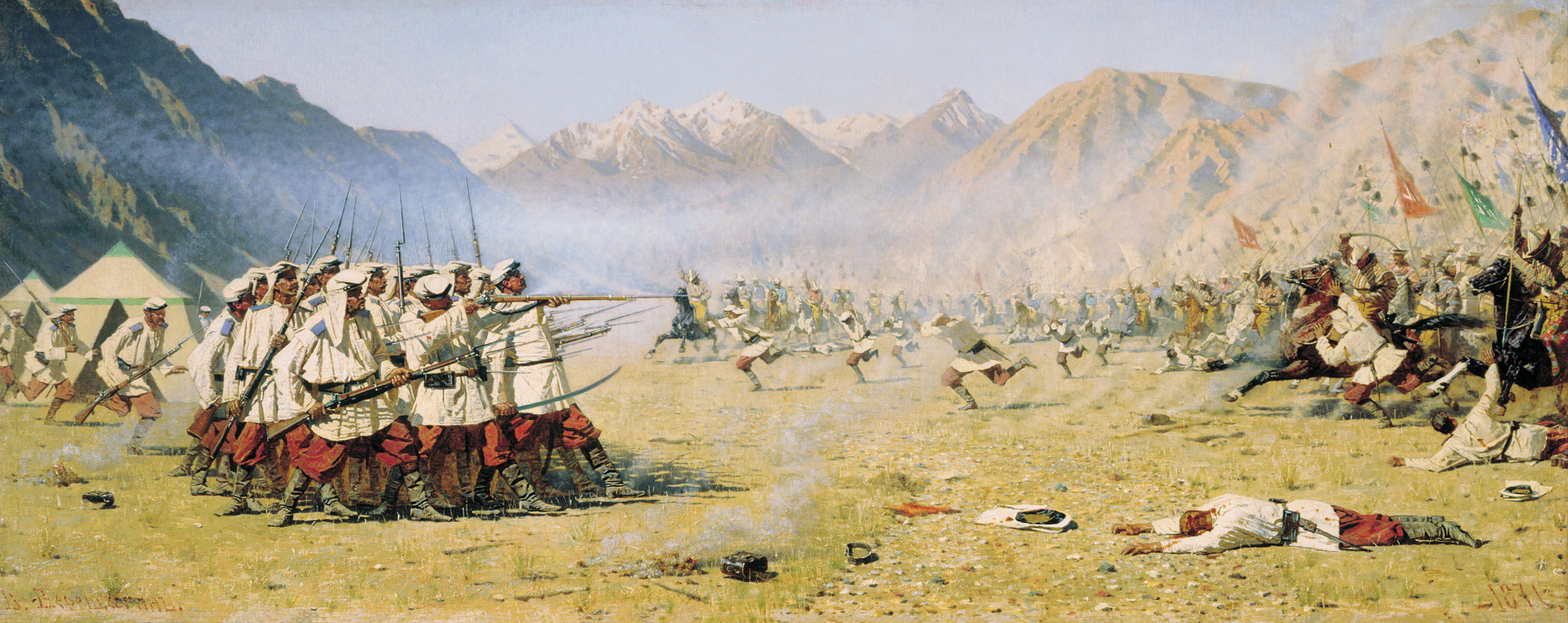
«Нападают врасплох». В. В. Верещагин, 1871

Русская кавалерия против французской пехоты. Наполеоновские войны.
Атака французской пехоты. Наполеоновские войны.
Эпизод Австро-прусско-датской войны 1864 года
Польское восстание 1863 года
Эпизод военной кампании Русской армии в Туркестане периода 1860-х годов